# Julio Isamit
Julio Hernán Isamit Díaz (Santiago, 18 de febrero de 1989) es un abogado y político chileno. Desde octubre de 2019 hasta marzo de 2022, ejerció como ministro de Bienes Nacionales bajo el segundo gobierno del presidente Sebastián Piñera.

## Familia
Nació en San Bernardo en 1989, siendo el primero de dos hermanos del matrimonio formado por Miguel Ángel Isamit Cortés y Julia del Tránsito Díaz Salazar.
Está casado con la ingeniera civil Trinidad Donoso, con quien tiene un hijo.[cita requerida]

## Estudios
Realizó sus estudios primarios en el Colegio Saint Arieli de San Bernardo, y los secundarios en el Instituto Nacional José Miguel Carreral, ambos de la ciudad Santiago.
En 2006, fue uno de los dirigentes de la llamada «revolución pingüina» siendo miembro del Centro de Alumnos del Instituto Nacional (CAIN).
El 2007, ingresó a geografía en la Pontificia Universidad Católica de Chile, cambiándose a estudiar derecho en la misma casa de estudios, donde fue ayudante de Historia del Derecho y Derecho Constitucional. 
El 2016, jura de abogado ante la Corte Suprema.
Actualmente, se encuentra estudiando un master en políticas públicas en la Universidad de Chicago.

## Vida política
En 2015 participó de la creación del movimiento político Republicanos, de derecha. El mismo año de su creación, Republicanos se adscribió a la coalición Chile Vamos.[cita requerida] Posteriormente, integró el comité político de la candidatura presidencial de Sebastián Piñera entre septiembre y noviembre de 2017.
El 28 de octubre de 2019, luego de un cambio de gabinete bajo el segundo gobierno de Sebastián Piñera, a raíz de unas masivas protestas, fue designado como ministro de Bienes Nacionales, en reemplazo de Felipe Ward; con treinta años al momento de asumir, se convirtió uno de los ministros de Estado más jóvenes de la historia de Chile. Se mantuvo en dicha función hasta el final del gobierno en marzo de 2022. En abril del mismo año, asumió como director de contenidos de Res Pública, instituto que «busca promover la formación intelectual de gente joven».

## Controversias
Luego de ser nombrado Ministro de Bienes Nacionales en octubre de 2019, reflotaron tuits de Isamit realizados en 2011 los cuales criticaban al primer gobierno de Sebastián Piñera sobre un eventual apoyo al matrimonio igualitario con críticas al entonces ministro Luciano Cruz-Coke que se había mostrado partidario de legislar sobre la materia, pidiendo su salida del Gobierno. En el 2021, tras el anuncio por parte del presidente Piñera de darle urgencia a la Ley de Matrimonio, Isamit se restó de la conferencia de prensa luego de la Cuenta Pública, viniendo nuevamente a reflotar los antiguos tuits, que fueron tildados como homofóbicos.

## Historial electoral

### Elecciones parlamentarias de 2017
- Elecciones parlamentarias de 2017, candidato a diputado por el distrito 10 (La Granja, Macul, Ñuñoa, Providencia, San Joaquín y Santiago)[13]

| Candidato                    | Pacto                    | Partido | Votos   | %    | Resultado |
| ---------------------------- | ------------------------ | ------- | ------- | ---- | --------- |
| Giorgio Jackson Drago        | Frente Amplio            | RD      | 103 337 | 23.7 | Diputado  |
| Marcela Sabat Fernández      | Chile Vamos              | RN      | 54 573  | 12.5 | Diputada  |
| Luciano Cruz-Coke Carvallo   | Chile Vamos              | EVO     | 38 105  | 8.7  | Diputado  |
| Jorge Alessandri Vergara     | Chile Vamos              | UDI     | 30 820  | 7.1  | Diputado  |
| Maya Fernández Allende       | La Fuerza de la Mayoría  | PS      | 28 377  | 6.5  | Diputada  |
| Alberto Mayol Miranda        | Frente Amplio            | IND-PI  | 25 320  | 5.8  |           |
| Claudio Arriagada Macaya     | Convergencia Democrática | DC      | 18 020  | 4.1  |           |
| Ramón Farías Ponce           | La Fuerza de la Mayoría  | PPD     | 14 235  | 3.3  |           |
| Julio Isamit Díaz            | Chile Vamos              | IND-UDI | 10 675  | 2.5  |           |
| Sebastián Torrealba Alvarado | Chile Vamos              | RN      | 10 196  | 2.3  | Diputado  |
| Luis Larraín Stieb           | Chile Vamos              | IND-EVO | 8303    | 1.9  |           |
| Carolina Lavin Aliaga        | Chile Vamos              | UDI     | 7968    | 1.9  |           |
| Dauno Tótoro Navarro         | Independiente            | IND     | 7549    | 1.7  |           |
| Julia Urquieta Olivares      | La Fuerza de la Mayoría  | PCCh    | 6456    | 1.5  |           |
| Rosa Oyarce Suazo            | Chile Vamos              | RN      | 6107    | 1.4  |           |
| Javiera Olivares Mardones    | La Fuerza de la Mayoría  | PCCh    | 6027    | 1.4  |           |
| Francisco Figueroa Cerda     | Frente Amplio            | PEV     | 5790    | 1.3  |           |
| Gonzalo Winter Etcheberry    | Frente Amplio            | RD      | 5238    | 1.2  | Diputado  |
| Nicolás Muñoz Montes         | Convergencia Democrática | DC      | 5077    | 1.2  |           |
| Natalia Castillo Muñoz       | Frente Amplio            | RD      | 4442    | 1.0  | Diputada  |

## Publicaciones
- Subsidiariedad en Chile: Justicia y Libertad: artículo "Principios Rectores del Orden Social". (Santiago, Instituto Res Publica – Fundación Jaime Guzmán, 2016).
- Educación: una transformación pendiente (Santiago, Libertad y Desarrollo, 2016).
- Tomás Moro. Ética, política y justicia social (coautor, Santiago, Instituto Res Publica, 2016).
- ¿Cómo crecen las ciudades? Logros y desafíos en políticas públicas. artículo  "Terrenos para Chile: Vivienda e Integración Social". (Santiago, Libertad y Desarrollo. 2023).